# جميل بن دراج
جميل بن دَرّاج ابن عبد اللَّه النَّخعي أبو علي، وقيل أبو محمد الكوفي. أحد رواة وفقهاء الشيعة الإثني عشريَّة، كان من أصحاب جعفر الصادق وموسى الكاظم وأخذ منهما العلم، وروى عنهما. كما كان أحد تلاميذ زرارة بن أعين، وهو أخو القاضي نوح بن دراج، وهو مشهور لكونه أحد أصحاب الإجماع الذين قال عنهم الكشي: «أجمعت العصابة على تصحيح مايصح عنهم»، وتوفي بعد سنة 183 هـ في أيام علي الرضا.

## روايته للحديث
- روى عن: أبي بصير، وأبي حمزة الثمالي، وزرارة بن أعين، وأبان بن تغلب، ومحمد بن مسلم، وعمر بن أذينة، وعبد الله بن بكير، وإسماعيل بن جابر الجعفي، وحفص بن غياث، وحُمران بن أعين، وسلمة بن محرز، وعبد الرحمان بن الحجاج البجلي، وعُبيد بن زرارة، والفضيل بن يسار النَّهدي، وحكم بن حكيم الصيرفي، والمُعلّى بن خُنيس، ومنصور بن حازم البجلي، وسورة بن كليب، وعائذ الاَحمسي، وحذيفة بن منصور، وآخرين.[2]
- روى عنه: الحسن بن محبوب السراد، ومحمد بن أبي عمير، وأحمد بن محمد بن أبي نصر، وجعفر بن محمد بن حكيم، والحسن بن علي بن فضال، وحمّاد بن عثمان، والحسن بن علي الوشاء، وعبد الله بن المغيرة، وصفوان بن يحيى، والخليل بن عمرو اليشكري، وعمر بن عبد العزيز، وفضالة بن أيوب، ومحمد بن عمر الزيات، والحكم بن مسكين، والحسن بن أبي قتادة، وغيرهم.[2]

## أقوال علماء الشيعة
- قال أحمد بن علي النجاشي: «قال ابن فضال: أبو محمد شيخنا ووجه الطائفة، ثقة».[3]
- عده الكشي من أصحاب الإجماع، وقال: «أَجْمَعَتِ الْعِصَابَةُ عَلَى تَصْحِيحِ مَا يَصِحُّ مِنْ هَؤُلَاءِ وَتَصْدِيقِهِمْ لِمَا يَقُولُونَ، وَأَقَرُّوا لَهُمْ بِالْفِقْهِ، مِنْ دُونِ أُولَئِكَ السِّتَّةِ الَّذِينَ عَدَدْنَاهُمْ وَسَمَّيْنَاهُمْ‌، سِتَّةُ نَفَرٍ: جَمِيلُ بْنُ دَرَّاجٍ...قَالُوا وَزَعَمَ أَبُو إِسْحَاقَ الْفَقِيهُ يَعْنِي ثَعْلَبَةَ بْنَ مَيْمُونٍ: أَنَّ أَفْقَهَ هَؤُلَاءِ جَمِيلُ بْنُ دَرَّاجٍ وَهُمْ أَحْدَاثُ‌ أَصْحَابِ أَبِي عَبْدِ اللَّهِ ».[1]
- قال الشيخ الطوسي: «له أصل وهو ثقة».[4]
- قال ابن داود الحلي: «وهو من الستة الذين أجمعت العصابة على تصحيح ما يصح عنهم، ومقدمهم وثقتهم».[5]
- قال العلامة ابن المطهر الحلي: «قال الكشي: أنه ممن اجتمعت العصابة على تصحيح ما يصح عنه فيما يقول والإقرار له بالفقه».[6]
- كما وثقه المجلسي، فقال في كتاب «الوجيزة في الرجال»: «جميل بن دراج، ثقة، وأجمعت له العصابة».[7]